# جشنواره رسانه‌های عربی قاهره
جشنواره رسانه‌های عربی قاهره یک جشنواره سالانه بین کشورهای عربی است کا در قاهره برگزار می‌شود. این جشنواره برای ایجاد رقابت با هدف بهبود و پیشرفت در تولید محصولات رسانه‌ای در رسانه‌های عربی برگزار می‌شود. این جشنواره در گذشته با نام «جشنواره رادیو و تلویزیون قاهره» شناخته می‌شد. سال ۱۹۹۵ برای اولین بار این جشنواره برگزار شد که فقط مختص به برنامه‌های تلویزیونی بود. در سال‌های بعد با گسترش بخش‌های جشنواره و افزودن جوایز، تغییرات قابل توجهی اعمال شد.